# Lepturges canocinctus
Lepturges canocinctus es una especie de escarabajo longicornio del género Lepturges, categorizada en la tribu Acanthocinini, de la subfamilia Lamiinae. Fue descrita por Gilmour en 1962.

## Descripción
Mide 6,4-7 mm de longitud.

## Distribución
Se distribuye por Argentina, Bolivia y Brasil.